# Ácido crotónico
El ácido crotónico, o trans-2-butenoico, es una cadena corta de compuestos insaturados de ácido carboxílico, descrito por la fórmula CH3CH=CHCO2H. El Ácido crotónico se llama así porque se pensaba erróneamente que era un producto de saponificación del aceite de crotón. Cristaliza en forma de agujas en agua caliente.
Racémico treonina se puede preparar a partir de ácido crotónico por la alfa-funcionalización usando mercurio (II) acetato de etilo.